# Теджасвіні Колхапуре
Теджасвіні Колхапуре (нар. 1 січня 1980) — індійська модель і акторка кіно та театру.

## Життєпис
Народилася в Мумбаї. Її батько, Пандгарінатх Колхапуре, був класичним співаком, родина якого походила з Колхапура. Мати, Нірупама Прабху, походила з Мангалора. Теджасвіні має молодшу сестру Шивангі (одружена з Шакті Капуром) і Падміні та Маусі (тітки по материнській лінії) Шраддхи Капур. Вона є племінницею співачки Лати Мангешкар, оскільки її бабуся по батьківській лінії була зведеною сестрою батька Лати.

## Кар'єра
Перш ніж почати кар’єру моделі та кіноакторки, вона дебютувала в телесеріалі Mujhe Chaand Chahiye  режисера Раджі Бундели на Zee TV. Також з'явилася в епізодах "Saughat" і "Tum Bin" мінісеріалу Rishtey на Zee TV. Виступала і в театрі. 
Працювала моделлю в каталозі Krupa Kreations - Vimal N. Upadhyaya в 1992 році разом з Айшварією Рай, Соналі Бендре та Нікі Анеджа.
Її перший фільм, знятий Анурга Касяпом, "Паанч", був затриманий у показі через сцени насильства, нецензурної мови та вживання наркотиків. У фільмі "Потворний" режисера Кашап вона знову втілила молоду молоду жінку, роль ідеальної дружини обертається для неї депресією й алкозалежністю. Колапуре згадувала, що зйомка у "Потворний" була виснажливим досвідом. Hindustan Times писав, що "Колхапуре чудово грає забиту дружину і ідеально виражає біль безплідного життя".

### Театр
1999 рік
- «Чарівна таблетка», режисер Сатьядева Дубея
- «Sabse Bada Thag», режисер Макранда Дешпандея

2000 рік
- «Брахма Вішну Махеш», режисер Сатьядев Дубея

2002 рік
- "Modh", режисер Ахлам Хан

2005 рік
- «Краса, мізки та особистість», режисер Вандана Саджані

2007 рік
- «Флірт уві сні», режисер Сатьядев Дубея

2008 рік
- «Все про жінок», режисер Хідаят Самі

### Короткометражні фільми
| рік      | Робота        | роль | Мережа | Примітки        |
| -------- | ------------- | ---- | ------ | --------------- |
| 2007 рік | Сіль і перець |      |        | короткометражка |

### Фільми
| рік      | Назва              | роль          | Примітки                   |
| -------- | ------------------ | ------------- | -------------------------- |
| 2003 рік | Паанч              | Шиулі         | [ 4 ]                      |
| 2004 рік | СТІЙ!              | Тіна А. Мехра |                            |
| 2005 рік | Анджане            | Соня          |                            |
| 2007 рік | Сіль і перець      |               | [ 11 ]                     |
| 2008 рік | Різка Мумбаї       |               |                            |
| 2010 рік | Раван              | Дулярі        | [ 12 ]                     |
| 2010 рік | Ночі текіли        | Амріта Патак  |                            |
| 2013 рік | Бойс Тох Бойс Хейн |               |                            |
| 2014 рік | Потворний          | Шаліні Бозе   | [ 5 ]                      |
| 2019 рік | Хаппі              |               | Особливий зовнішній вигляд |
| 2024 рік | Так, тато          |               | [ 13 ]                     |